# Petra Martić
Petra Martić (ur. 19 stycznia 1991 w Splicie) – chorwacka tenisistka, klasyfikowana w rankingu WTA na 14. miejscu w grze pojedynczej (2020) i 49. w grze podwójnej (2022), reprezentantka Chorwacji w Pucharze Billie Jean King. Tenisistka praworęczna z oburęcznym backhandem.

## Kariera tenisowa
Petra Martić rozpoczęła treningi tenisowe w wieku pięciu lat. W sierpniu 2004 roku zadebiutowała w juniorskich rozgrywkach Międzynarodowej Federacji Tenisowej w rodzinnym Splicie. Miesiąc później w Mostarze osiągnęła swój pierwszy indywidualny finał, przegrany z Selmą Babić. Debiutancki tytuł zdobyła rok później przed własną publicznością w Losinj. We wrześniu 2006 doszła do ćwierćfinału gry pojedynczej dziewcząt wielkoszlemowego US Open, przegrywając z Lauren Albanese. W grudniu była też w jednej czwartej finału prestiżowych juniorskich mistrzostw Orange Bowl na Florydzie, gdzie musiała uznać wyższość Madison Brengle. Drugi wielkoszlemowy ćwierćfinał osiągnęła podczas French Open 2007, gdzie po zwycięstwie między innymi nad Simoną Halep uległa Ksienii Mileuskiej. 19 lutego 2007 zajmowała najwyższe, 26. miejsce w klasyfikacji dziewcząt do lat osiemnastu.
Status profesjonalnej tenisistki otrzymała w lipcu 2008 roku.

### Gra pojedyncza
13 stycznia 2020 notowana na najwyższym w karierze, 14. miejscu, w światowej klasyfikacji gry pojedynczej kobiet.
W październiku 2005 roku w Dubrowniku zadebiutowała w cyklu rozgrywkowym Międzynarodowej Federacji Tenisowej dla kobiet i jako zawodniczka nieklasyfikowana w rankingach światowych doszła do ćwierćfinału. W marcu 2007 otrzymała dziką kartę od organizatorów turnieju w Miami i występ ten był jej pierwszym startem w drabince głównej WTA Tour. W swoim pierwszym zawodowym meczu uległa Alinie Żydkowej 6:4, 4:6, 6:7(5). W październiku tego roku po raz pierwszy awansowała do finału kobiecych rozgrywek ITF, a miało to miejsce w Jersey w Wielkiej Brytanii. W finale uległa Sabine Lisicki, wcześniej wyeliminowała rozstawione Julie Coin i Angelikę Bachmann.
Po raz pierwszy wygrała pojedynek w ramach WTA Tour w lipcu 2008 w Portorožu. W pierwszej rundzie tamtejszego turnieju ograła Angelique Kerber 7:5, 6:2, następnie w trzech setach wyeliminowała Klárę Zakopalovą i odnotowała najlepszy wynik w karierze – ćwierćfinał – odprawiona ostatecznie przez Julię Görges. Wynik ten pozwolił Martić awansować na 195. miejsce w światowej klasyfikacji singlistek WTA i uprawnił ją do występu w eliminacjach do wielkoszlemowego US Open 2008. Chorwatka zakończyła je jednak już na pierwszej rundzie.
W marcu 2009 zakwalifikowała się do swojego trzeciego turnieju WTA, tym razem w Indian Wells, jednak w pierwszym starciu musiała uznać wyższość Wiery Duszewiny. W zawodach wielkoszlemowych zadebiutowała podczas French Open 2009. Po przejściu eliminacji pokonała w meczu otwarcia Marę Santangelo, a potem uległa Aleksandrze Wozniak. Drugi profesjonalny ćwierćfinał osiągnęła miesiąc później w Budapeszcie, gdzie wygrała między innymi z Lucie Šafářovą. Doszła też do drugiej rundy US Open, wyeliminowana przez Caroline Wozniacki. W tym sezonie zdobyła też mistrzostwo turnieju ITF we Włoszech, gdzie w drugiej rundzie odniosła zwycięstwo nad Jeleną Dokić. We wrześniu 2009 po raz pierwszy została sklasyfikowana w gronie stu najlepszych zawodniczek globu.
W styczniu 2010 zadebiutowała w wielkoszlemowym Australian Open, ale przegrała na samym początku z Sabine Lisicki. Dwa tygodnie później pokonała w pierwszej rundzie w Paryżu Yaninę Wickmayer (15 WTA). Do kolekcji zwycięstw nad czołowymi tenisistkami dorzuciła wygraną z Aravane Rezaï w drugiej rundzie w Miami. W czerwcu odnotowała debiut w ostatnim z czterech turniejów Wielkiego Szlema, Wimbledonie. Pokonała tam Elenę Baltachę, ale mecz drugiej rundy oddała walkowerem Marion Bartoli. Po serii porażek w pierwszych rundach zawodów wypadła z czołowej setki klasyfikacji WTA.
Powrót do tego grona zapewniła sobie w lutym 2011, dochodząc do półfinału w Bogocie, co było jej najlepszym wynikiem w profesjonalnym cyklu rozgrywkowym w ówczesnej karierze. Oddała walkowerem pojedynek z Lourdes Domínguez Lino, a wcześniej wyeliminowała Polonę Hercog. Drugi półfinał osiągnęła kilka miesięcy później w Kopenhadze. Wygrała tam z Simoną Halep i Aloną Bondarenko, a uległa w trzech setach Lucie Šafářovej. W sierpniu zagrała w trzeciej rundzie w Cincinnati (pokonała tam Yaninę Wickmayer), a we wrześniu w ćwierćfinale w Kantonie.
W lutym 2012 Martić po raz pierwszy w karierze awansowała do finału imprezy WTA. Dokonała tego w Kuala Lumpur. Na liście pokonanych przez nią rywalek znalazły się Peng Shuai i Jelena Janković (14 WTA). Bliska zdobycia tytułu Chorwatka skreczowała w trzecim secie pojedynku finałowego z Hsieh Su-wei z powodu wycieńczenia. W kwietniu obroniła półfinałowe punkty z Kopenhagi, zatrzymana w czwartym meczu przez Caroline Wozniacki. Podczas French Open 2012 odnotowała najlepszy swój wynik wielkoszlemowy, dochodząc do czwartej rundy. Wyeliminowała Michaëllę Krajicek, następnie sensacyjnie Marion Bartoli (8 WTA, najwyżej notowana pokonana przez Martić rywalka) i Anabel Medinę Garrigues. W ósmym dniu turnieju musiała uznać wyższość Angelique Kerber.
W pierwszej rundzie zawodów w Bad Gastein przegrała z Yvonne Meusburger 1:6, 6:4, 6:7(5), mimo iż miała do dyspozycji trzy piłki meczowe. Po wczesnej porażce w Wimbledonie wycofała się z kolejnych startów (w tym w igrzyskach olimpijskich) z powodu kontuzji stopy. W US Open przegrała mecz otwarcia z broniącą tytułu Samanthą Stosur. Jesienią pokonała w pierwszej rundzie turnieju w Tokio powracającą po dłuższej przerwie Andreę Petković 0:6, 6:4, 6:3. W drugim meczu rozprawiła się z piątą w klasyfikacji światowej Petrą Kvitovą 6:4, 6:4, co jest najcenniejszym zwycięstwem w jej indywidualnej karierze. Odpadła w ćwierćfinale po wyrównanej, trzysetowej konfrontacji z Nadieżdą Pietrową. Na zakończenie sezonu doszła do ćwierćfinału w Linzu, pokonana przez Wiktoryję Azarankę.

### Gra podwójna
Najwyżej w karierze klasyfikowana była w tej konkurencji na 49. miejscu światowego rankingu (dnia 21 lutego 2022).
Przygodę z profesjonalnymi występami deblowymi rozpoczęła dopiero w 2008 roku startem w Pucharze Federacji. Razem z rodaczką Aną Vrljić uległy 2:6, 3:6 doświadczonym Japonkom, Rice Fujiwarze i Ayumi Moricie. W marcu 2009 razem z Coco Vandeweghe doszła do drugiej rundy imprezy w Miami po cennym zwycięstwie nad rozstawionymi Danielą Hantuchovą i Ai Sugiyamą. W maju wygrała turniej deblowy ITF w Chorwacji w parze z Ajlą Tomljanović. W zawodach wielkoszlemowych zadebiutowała podczas Australian Open 2010.
W kwietniu 2010 osiągnęła pierwszy ćwierćfinał gry podwójnej w Marbelli, a partnerowała jej Polona Hercog. Z tą samą tenisistką doszła do trzeciej rundy US Open, gdzie triumfowały nad Alicią Molik i Francescą Schiavone oraz Alisą Klejbanową i Jekatieriną Makarową. W październiku osiągnęły półfinał w Luksemburgu, a w pierwszej rundzie pokonały utytułowane Julię Görges i Annę-Lenę Grönefeld.
Martić w duecie z Olhą Sawczuk doszła do półfinału także w Budapeszcie w lipcu 2011. Chorwatka i Ukrainka przegrały tam z Anabel Mediną Garrigues i Alicją Rosolską. Dobra passa zawodniczki w konkurencji deblowej trwała aż do jesieni. Wtedy do była w gronie czterech najlepszych par w Kantonie (z Albertą Brianti) i Linzu (z Līgą Dekmeijere). W austriackim turnieju Martić przyczyniła się do wyeliminowania w ćwierćfinale najlepszych deblistek tamtego sezonu, Giseli Dulko i Flavii Pennetty.
W lutym 2012 po raz pierwszy zagrała w finale turnieju WTA w grze podwójnej. Miało to miejsce na hali w Paryżu, a jej partnerką była Anna-Lena Grönefeld. W finale uległy najwyżej rozstawionym Lisie Raymond i Liezel Huber. W czerwcu również z Grönefeld awansowały do finału turnieju w Badgastein, w którym przegrały z Jill Craybas i Julią Görges 7:6(4), 4:6, 9-11; wystąpiły też w trzeciej rundzie Wimbledonu. W październiku w parze z Danielą Hantuchovą zameldowały się w półfinale w Linzu.

### Występy reprezentacyjne
Od 2008 roku Petra Martić reprezentuje Chorwację w rozgrywkach o Puchar Billie Jean King. Jej drużyna utrzymuje się w strefie kontynentalnej Europy i Afryki. W ramach tego turnieju pokonała między innymi Michelle Larcher de Brito i Alexandrę Dulgheru w 2010 roku. Do końca 2022 roku zagrała dwadzieścia cztery mecze w barwach swojego kraju, z czego wygrała trzynaście.
W 2012 roku wywalczyła miejsce w turnieju olimpijskim w Londynie, ale zrezygnowała z udziału z powodu kontuzji stopy.

## Historia występów wielkoszlemowych
Legenda
     W, wygrany turniej
     F, przegrana w finale
     SF, przegrana w półfinale
     QF, przegrana w ćwierćfinale
     xR, przegrana w x rundzie
     Qx, przegrana w x rundzie kwalifikacji
     A, brak startu
     NH, turniej nie odbył się

### Występy w grze pojedynczej
| Australian Open        | A   | A   | Q1 | 1R  | 2R | 1R | 1R  | 1R  | 1R  | Q1  | A  | 4R | 3R | 2R | 1R | 1R | 2R | 1R  | 1R | 0 / 14 | 8 – 14  |  |  |  |  |  |
| French Open            | A   | A   | 2R | 1R  | Q1 | 4R | 1R  | 1R  | 1R  | Q2  | 4R | 2R | QF | 3R | 1R | 1R | 2R | 2R  | Q1 | 0 / 14 | 16 – 14 |  |  |  |  |  |
| Wimbledon              | A   | A   | A  | 2R  | 2R | 1R | 3R  | 1R  | Q1  | Q1  | 4R | 1R | 4R | NH | 2R | 4R | 3R | 2R  | 1R | 0 / 13 | 17 – 13 |  |  |  |  |  |
| US Open                | A   | Q1  | 2R | 1R  | 2R | 1R | A   | Q1  | Q3  | A   | 1R | 1R | 4R | 4R | 2R | 3R | 2R | 1R  |    | 0 / 12 | 12 – 12 |  |  |  |  |  |
|                        |     |     |    |     |    |    |     |     |     |     |    |    |    |    |    |    |    |     |    |        |         |  |  |  |  |  |
| Ranking na koniec roku | 325 | 214 | 84 | 144 | 49 | 59 | 116 | 179 | 144 | 266 | 89 | 32 | 15 | 18 | 54 | 39 | 40 | 123 |    | 0 / 53 | 53 – 53 |  |  |  |  |  |

### Występy w grze podwójnej
| Australian Open        | A | A | A   | 1R | 1R | 3R | 1R | 3R | 1R  | A   | A   | A   | 3R  | A   | A  | QF  | A    | 1R  | A | 0 / 9  | 9 – 9   |  |  |  |  |  |  |
| French Open            | A | A | A   | 2R | 1R | 2R | 1R | A  | 1R  | A   | A   | 1R  | 2R  | A   | QF | 1R  | A    | A   | A | 0 / 9  | 6 – 9   |  |  |  |  |  |  |
| Wimbledon              | A | A | A   | 2R | A  | 3R | 3R | A  | 1R  | A   | A   | 2R  | 3R  | NH  | 2R | A   | A    | A   | A | 0 / 7  | 9 – 7   |  |  |  |  |  |  |
| US Open                | A | A | A   | 3R | 1R | 1R | 1R | A  | A   | A   | 1R  | 1R  | A   | A   | 2R | A   | A    | 2R  |   | 0 / 8  | 4 – 8   |  |  |  |  |  |  |
|                        |   |   |     |    |    |    |    |    |     |     |     |     |     |     |    |     |      |     |   |        |         |  |  |  |  |  |  |
| Ranking na koniec roku | – | – | 139 | 86 | 97 | 58 | 83 | 97 | 101 | 182 | 600 | 263 | 154 | 301 | 78 | 177 | 1225 | 476 |   | 0 / 33 | 28 – 33 |  |  |  |  |  |  |

### Występy w grze mieszanej
| Australian Open | A | A | A | A | A | A  | A | A | A | A | A | A | A | A  | A | A | A | A | A | 0 / 0 | 0 – 0 |  |  |  |  |  |  |  |
| French Open     | A | A | A | A | A | A  | A | A | A | A | A | A | A | NH | A | A | A | A | A | 0 / 0 | 0 – 0 |  |  |  |  |  |  |  |
| Wimbledon       | A | A | A | A | A | 2R | A | A | A | A | A | A | A | NH | A | A | A | A | A | 0 / 1 | 0 – 0 |  |  |  |  |  |  |  |
| US Open         | A | A | A | A | A | A  | A | A | A | A | A | A | A | NH | A | A | A | A |   | 0 / 0 | 0 – 0 |  |  |  |  |  |  |  |
|                 |   |   |   |   |   |    |   |   |   |   |   |   |   |    |   |   |   |   |   |       |       |  |  |  |  |  |  |  |
|                 |   |   |   |   |   |    |   |   |   |   |   |   |   |    |   |   |   |   |   | 0 / 1 | 0 – 0 |  |  |  |  |  |  |  |

## Finały turniejów WTA
| Legenda                     | Legenda |
| --------------------------- | ------- |
| Wielki Szlem                |         |
| Igrzyska olimpijskie        |         |
| WTA Tour Championships      |         |
| 2009 – 2020                 |         |
| WTA Premier Mandatory       |         |
| WTA Premier 5               |         |
| WTA Premier                 |         |
| WTA International Series    |         |
| WTA 125K series (2012–2020) |         |
| od 2021                     |         |
| WTA 1000 (obowiązkowe)      |         |
| WTA 1000 (nieobowiązkowe)   |         |
| WTA 500                     |         |
| WTA 250                     |         |
| WTA 125                     |         |

### Gra pojedyncza 6 (2–4)
| Końcowy wynik | Nr | Data             | Turniej      | Nawierzchnia  | Przeciwniczka        | Wynik finału        |
| ------------- | -- | ---------------- | ------------ | ------------- | -------------------- | ------------------- |
| Finalistka    | 1. | 4 marca 2012     | Kuala Lumpur | Twarda        | Hsieh Su-wei         | 6:2, 5:7, 1:4 krecz |
| Finalistka    | 2. | 22 lipca 2018    | Bukareszt    | Ceglana       | Anastasija Sevastova | 6:7(4), 2:6         |
| Zwyciężczyni  | 1. | 28 kwietnia 2019 | Stambuł      | Ceglana       | Markéta Vondroušová  | 1:6, 6:4, 6:1       |
| Finalistka    | 3. | 15 września 2019 | Zhengzhou    | Twarda        | Karolína Plíšková    | 3:6, 2:6            |
| Zwyciężczyni  | 2. | 17 lipca 2022    | Lozanna      | Ceglana       | Olga Danilović       | 6:4, 6:2            |
| Finalistka    | 4. | 12 lutego 2023   | Linz         | Twarda (hala) | Anastasija Potapowa  | 3:6, 1:6            |

### Gra podwójna 4 (0–4)
| Końcowy wynik | Nr | Data             | Turniej     | Nawierzchnia  | Partnerka           | Przeciwniczki                                  | Wynik finału      |
| ------------- | -- | ---------------- | ----------- | ------------- | ------------------- | ---------------------------------------------- | ----------------- |
| Finalistka    | 1. | 12 lutego 2012   | Paryż       | Twarda (hala) | Anna-Lena Grönefeld | Liezel Huber Lisa Raymond                      | 6:7(3), 1:6       |
| Finalistka    | 2. | 17 czerwca 2012  | Bad Gastein | Ceglana       | Anna-Lena Grönefeld | Jill Craybas Julia Görges                      | 7:6(4), 4:6, 9–11 |
| Finalistka    | 3. | 28 kwietnia 2013 | Marrakesz   | Ceglana       | Kristina Mladenovic | Tímea Babos Mandy Minella                      | 3:6, 1:6          |
| Finalistka    | 4. | 6 marca 2016     | Monterrey   | Twarda        | Maria Sanchez       | Anabel Medina Garrigues Arantxa Parra Santonja | 6:4, 5:7, 7–10    |

## Finały turniejów WTA 125K series

### Gra pojedyncza 1 (1–0)
| Końcowy wynik | Nr | Data            | Turniej | Nawierzchnia | Przeciwniczka | Wynik finału |
| ------------- | -- | --------------- | ------- | ------------ | ------------- | ------------ |
| Zwyciężczyni  | 1. | 9 września 2018 | Chicago | Twarda       | Mona Barthel  | 6:4, 6:1     |

### Gra podwójna 1 (1–0)
| Końcowy wynik | Nr | Data           | Turniej | Nawierzchnia | Partnerka   | Przeciwniczki           | Wynik finału |
| ------------- | -- | -------------- | ------- | ------------ | ----------- | ----------------------- | ------------ |
| Zwyciężczyni  | 1. | 5 czerwca 2016 | Bol     | Ceglana      | Xenia Knoll | Raluca Olaru İpek Soylu | 6:3, 6:2     |

## Występy w Turnieju WTA Elite Trophy

### W grze pojedynczej
| Rok  | Rezultat     | Przeciwniczka             | Wynik             |
| 2019 | Faza grupowa | Madison Keys Zheng Saisai | 3:6, 4:6 6:4, 6:3 |

## Finały turniejów ITF
| turnieje z pulą nagród 100 000 $ (W100) |
| turnieje z pulą nagród 75 000 $ (W80)   |
| turnieje z pulą nagród 50 000 $ (W75)   |
| turnieje z pulą nagród 25 000 $ (W35)   |
| turnieje z pulą nagród 15 000 $ (W15)   |
| turnieje z pulą nagród 10 000 $         |

### Gra pojedyncza 7 (4–3)
| Rezultat     |    | Data       | Turniej         | ($)     | Naw.          | Przeciwniczka          | Wynik            |
| Finalistka   | 1. | 14/10/2007 | Jersey          | 25 000  | Twarda (hala) | Sabine Lisicki         | 3:6, 4:6         |
| Zwyciężczyni | 1. | 13/07/2008 | Zagrzeb         | 75 000  | Ceglana       | Yvonne Meusburger      | 6:2, 2:6, 6:2    |
| Zwyciężczyni | 2. | 13/09/2009 | Biella          | 100 000 | Ceglana       | Sharon Fichman         | 7:5, 6:4         |
| Zwyciężczyni | 3. | 09/06/2013 | Nottingham      | 75 000  | Trawiasta     | Karolína Plíšková      | 6:3, 6:3         |
| Finalistka   | 2. | 09/11/2014 | Captiva Islands | 50 000  | Twarda        | Edina Gallovits-Hall   | 2:6, 2:6         |
| Zwyciężczyni | 4. | 09/04/2017 | Pula            | 25 000  | Ceglana       | Kathinka von Deichmann | 6:4, 7:5         |
| Finalistka   | 3. | 07/05/2017 | Wiesbaden       | 25 000  | Ceglana       | Kathinka von Deichmann | 6:4, 4:6, 6:7(7) |

### Gra podwójna 8 (5–3)
| Rezultat     |    | Data       | Turniej        | ($)       | Naw.    | Partnerka           | Przeciwniczki                           | Wynik             |
| Zwyciężczyni | 1. | 10/05/2009 | Zagrzeb        | 50 000    | Ceglana | Ajla Tomljanović    | Ksienija Mileuska Anastasija Piwowarowa | 6:3, 6:7(4), 10–5 |
| Finalistka   | 2. | 20/09/2009 | Sofia          | 100 000   | Ceglana | Polona Hercog       | Timea Bacsinszky Tathiana Garbin        | 2:6, 6:7(4)       |
| Zwyciężczyni | 3. | 08/05/2011 | Cagnes-sur-Mer | 100 000+H | Ceglana | Anna-Lena Grönefeld | Darija Jurak Renata Voráčová            | 1:6, 6:2, 11–9    |
| Finalistka   | 3. | 09/05/2015 | Trnawa         | 100 000   | Ceglana | Aleksandra Krunić   | Julija Bejhelzimer Margarita Gasparian  | 3:6, 2:6          |

## Występy w igrzyskach olimpijskich

### Gra pojedyncza
| Runda                                                                      | Przeciwniczka             | Wynik    |
| -------------------------------------------------------------------------- | ------------------------- | -------- |
|                                                                            |                           |          |
| Letnie Igrzyska Olimpijskie w Paryżu 2024, reprezentując państwo Chorwacja |                           |          |
| I runda                                                                    | Hiszpania: Cristina Bucșa | 4:6, 3:6 |

## Zwycięstwa nad wysoko notowanymi tenisistkami
Zestawienie obejmuje listę meczów, w którym tenisistka wygrała z zawodniczkami notowanymi w rankingu WTA w grze pojedynczej przynajmniej na dwudziestym miejscu w chwili rozegrania spotkania (stan na 5 stycznia 2025).
| Ranking WTA | Tenisistka           | Rok  | Turniej      | Faza | Wynik               |
| 2.          | Karolína Plíšková    | 2019 | French Open  | 3R   | 6:3, 6:3            |
| 4.          | Paula Badosa         | 2022 | US Open      | 2R   | 6:7(5), 6:1, 6:2    |
| 5.          | Petra Kvitová        | 2012 | Tokio        | 2R   | 6:4, 6:4            |
| 5.          | Anett Kontaveit      | 2022 | Rzym         | 2R   | 6:2, 6:3            |
| 6.          | Jeļena Ostapenko     | 2018 | Indian Wells | 3R   | 6:3, 6:3            |
| 7.          | Maria Sakari         | 2023 | Linz         | SF   | 3:6, 6:3, 6:4       |
| 8.          | Marion Bartoli       | 2012 | French Open  | 2R   | 6:2, 3:6, 6:3       |
| 9.          | Jessica Pegula       | 2022 | Wimbledon    | 3R   | 6:2, 7:6(5)         |
| 11.         | Anastasija Sevastova | 2019 | US Open      | 3R   | 6:4, 6:3            |
| 12.         | Darja Kasatkina      | 2018 | Cincinnati   | 1R   | 4:6, 6:4, 6:3       |
| 12.         | Barbora Krejčíková   | 2023 | Madryt       | 4R   | 6:3, 7:6(1)         |
| 13.         | Madison Keys         | 2017 | French Open  | 2R   | 3:6, 6:3, 6:1       |
| 13.         | Aryna Sabalenka      | 2019 | Zhengzhou    | QF   | 7:5, 5:7, 6:4       |
| 13.         | Emma Raducanu        | 2022 | Indian Wells | 3R   | 6:7(3), 6:4, 7:5    |
| 13.         | Belinda Bencic       | 2022 | Lausanne     | QF   | 6:3, 7:6(2)         |
| 13.         | Beatriz Haddad Maia  | 2023 | Eastbourne   | 2R   | 6:4, 3:2 krecz      |
| 14.         | Jelena Janković      | 2012 | Kuala Lumpur | SF   | 6:7(5), 7:5, 7:6(5) |
| 15.         | Yanina Wickmayer     | 2010 | Paryż        | 1R   | 6:4, 3:6, 7:5       |
| 15.         | Coco Vandeweghe      | 2018 | BIrmingham   | 1R   | 6:3, 6:2            |
| 19.         | Peng Shuai           | 2012 | Kuala Lumpur | QF   | 4:6, 7:6(3), 6:4    |
| 19.         | Anastasija Sevastova | 2017 | French Open  | 3R   | 6:1, 6:1            |
| 19.         | Kristina Mladenovic  | 2018 | Miami Open   | 2R   | 3:6, 6:4, 6:2       |
| 19.         | Garbiñe Muguruza     | 2019 | Madrid Open  | 1R   | 7:5, 7:6(2)         |
| 20.         | Karolína Plíšková    | 2022 | Tokio        | 2R   | 6:3, 6:4            |